# Projecció azimutal equivalent

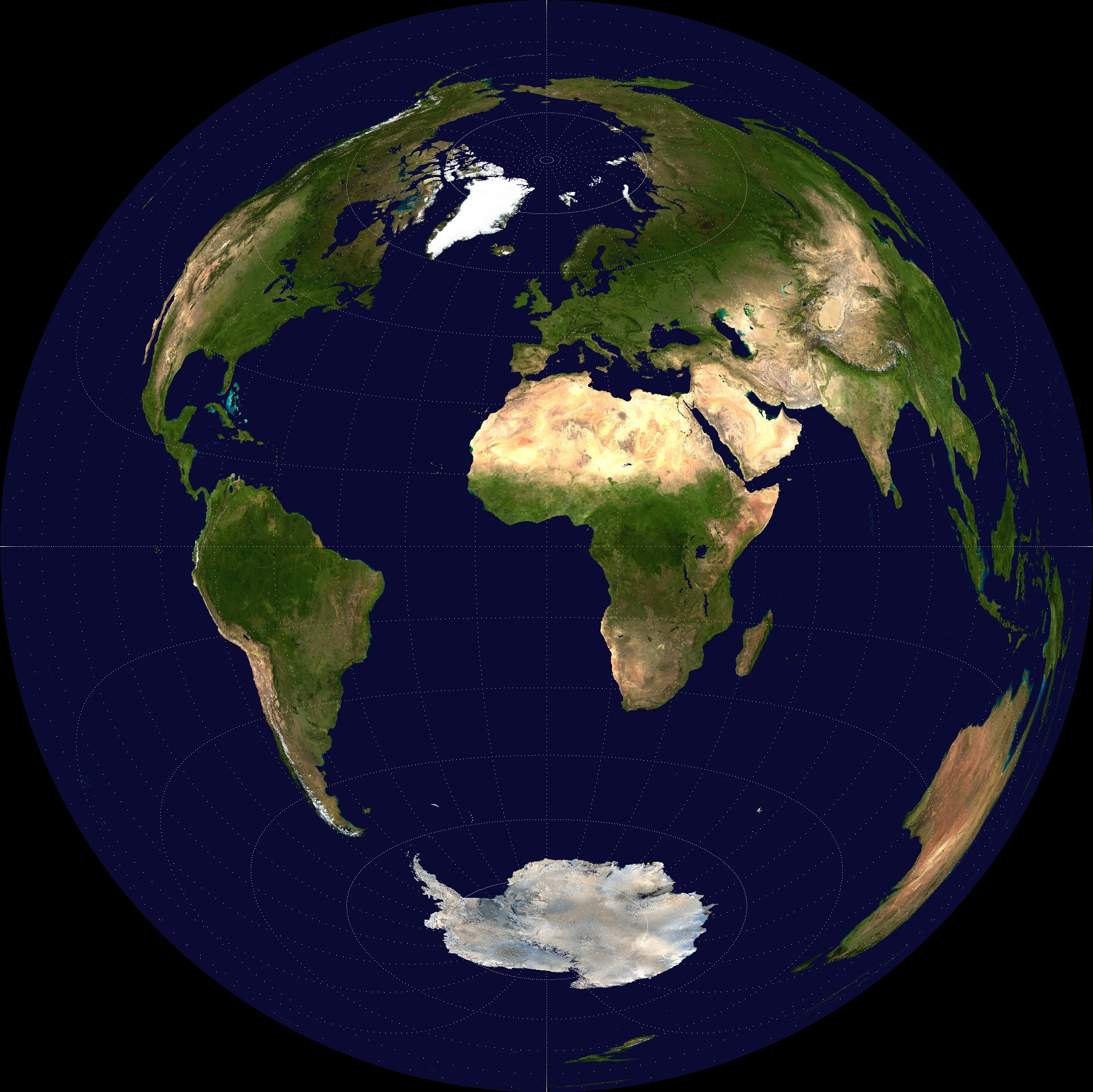
Vista de la Terra segons una projecció azimutal de Lambert.

La projecció azimutal equivalent o projecció azimutal homologràfica de Lambert
és una projecció cartogràfica azimutal
equivalent (manté les proporcions de les àrees) però no és conforme (distorsiona les formes i els angles).
Aquesta projecció és un artefacte matemàtic, no una representació d'una construcció geomètrica.
Amb aquesta projecció, un mapa del món sencer és un cercle amb el centre de projecció al centre del mapa. La distorsió de formes i angles creix com més lluny del centre del mapa.
Si el centre del mapa és un dels pols, els meridians apareixen representats rectes i els paral·lels com cercles concèntrics amb distàncies decreixents.

Si el centre del mapa és qualsevol altre punt, els meridians i els paral·lels apareixen representats com corbes complexes. Les rectes que pasen pel centre del mapa són cercles màxims de l'esfera.
Com a cas particular, si el centre del mapa és un punt de l'Equador, l'Equador, i el meridià del centre del mapa apareixen representats com a rectes, i la resta de meridians i de paral·lels apareixen representats com corbes complexes.

Suposant una escala escala i un centre de projecció amb longitud long0 i latitud lat0, aquestes són les equacions generals per a obtenir les coordenades cartesianes x, y en el pla per al lloc amb longitud long i latitud lat:
```
k = sqrt(2 / (1 + sin(lat0) * sin(lat) + cos(lat0) * cos(lat) * cos(long - long0)))
x = escala * k * cos(lat) * sin(long - long0)
y = escala * k * (cos(lat0) * sin(lat) - sin(lat0) * cos(lat) * cos(long - long0))
```